# Amina (Fear the Walking Dead)
"Amina" é o décimo quinto e penúltimo episódio da sétima temporada da série de televisão dramática pós-apocalíptica de terror Fear the Walking Dead. O episódio foi escrito por Ian Goldberg e Andrew Chambliss, e dirigido por Michael E. Satrazemis. Foi originalmente exibido pel'AMC nos Estados Unidos em 29 de maio de 2022.
Enquanto os sobreviventes se preparam para escapar da área de jangada, Alicia (Alycia Debnam-Carey) volta para salvar mais uma pessoa presa na radiação.
Este episódio marca a última aparição de Alicia, após a atriz confirmar sua saída da série.

## Enredo
Alicia (Alycia Debnam-Carey) acorda e se encontra em uma praia, o grupo tendo escapado com sucesso da Torre e da horda enquanto ela estava inconsciente. Eles se preparam para deixar o Texas, pois a fumaça proveniente do incêndio na Torre está poluindo o ar além do que podem suportar. Alicia começa a ter alucinações e vê uma jovem mascarada, que ela segue. Alicia acredita que está prestes a morrer, mas a garota revela que sobreviveu a uma mordida de zumbi. Ela diz a Alicia que precisa encontrar seu amigo, que Alicia mais tarde percebe ser Strand (Colman Domingo). Alicia encontra Strand em estado de desespero após a perda da Torre e de todos que ele se importa. Inicialmente, Alicia e Strand estão prontos para desistir, mas Alicia convence Strand a voltar para o grupo. Ela descobre que a garota com quem estava falando é, na verdade, uma versão futura de si mesma.
Alicia faz contato com Morgan (Lennie James), que está à deriva no Golfo do México e acredita que PADRE pode ser real. Temendo morrer no mar e se tornar um zumbi, Alicia se recusa a se juntar ao grupo enquanto eles se preparam para partir, despedindo-se de Strand e declarando seu amor por ele antes de desmaiar. Algum tempo depois, ela acorda e está completamente curada da infecção. Ela fala com sua alucinação e promete ajudar as pessoas que procuram por PADRE enquanto se dirige para as ruínas da Torre.

## Recepção

### Recepção crítica
Amina recebeu críticas negativas. Para Paul Dailly, da TV Fanatic, segundo ele, Alycia Debnam-Carey entrega outra performance poderosa em seu último episódio de Fear the Walking Dead. No entanto, é lamentável que a trama não tenha uma conclusão adequada, refletindo uma tendência recorrente na série de desviar a trama em vez de avançar. Ele espera um equilíbrio entre desenvolvimento de personagens e progressão narrativa nas futuras temporadas. Ele deu ao episódio nota 2,25/5.

### Audiência
O episódio teve um total de 600 mil telespectadores em sua exibição original na AMC na faixa de 18-49 anos de idade.